# Liste der Biografien/Valv
Liste der Biografien |
Portal Biografien |
Personensuche
# |
A |
B |
C |
D |
E |
F |
G |
H |
I |
J |
K |
L |
M |
N |
O |
P |
Q |
R |
S |
T |
U |
V |
W |
X |
Y |
Z |
?
 
Va |
Vd |
Ve |
Vh |
Vi |
Vj |
Vl |
Vn |
Vo |
Vr |
Vs |
Vt |
Vu |
Vy
 
Vaa |
Vab |
Vac |
Vad |
Vae |
Vaf |
Vag |
Vah |
Vai |
Vaj |
Vak |
Val |
Vam |
Van |
Vap |
Vaq |
Var |
Vas |
Vat |
Vau |
Vav |
Vaw |
Vax |
Vay |
Vaz
 
Vala |
Valb |
Valc |
Vald |
Vale |
Valf |
Valg |
Valh |
Vali |
Valj |
Valk |
Vall |
Valm |
Valn |
Valo |
Valp |
Valq |
Vals |
Valt |
Valu |
Valv |
Valy |
Valz
Die Liste der Biografien führt alle Personen auf, die in der deutschsprachigen Wikipedia einen Artikel haben. Dieses ist eine Teilliste mit 19 Einträgen von Personen, deren Namen mit den Buchstaben „Valv“ beginnt.

## Valv

### Valva
- Valvanne, Hugo (1894–1961), finnischer Diplomat
- Valvano, Jim (1946–1993), US-amerikanischer Basketballtrainer
- Valvasensi, Lazaro († 1661), italienischer Komponist und Organist
- Valvasor, Johann Weichard von († 1693), slowenischer Topograph und Historiker

### Valve
- Valverde de Amusco, Juan, spanischer Anatom
- Valverde Villena, Diego (* 1967), spanischer Dichter und Übersetzer
- Valverde, Alejandro (* 1980), spanischer Radrennfahrer
- Valverde, Amelia (* 1987), costa-ricanische Fußballtrainerin
- Valverde, Ernesto (* 1964), spanischer Fußballtrainer
- Valverde, Federico (* 1998), uruguayischer Fußballspieler
- Valverde, Gabriel (* 1957), argentinischer Komponist
- Valverde, José Desiderio († 1903), Präsident der Dominikanischen Republik
- Valverde, María (* 1987), spanische SchauspielerinMaría Valverde (* 1987)

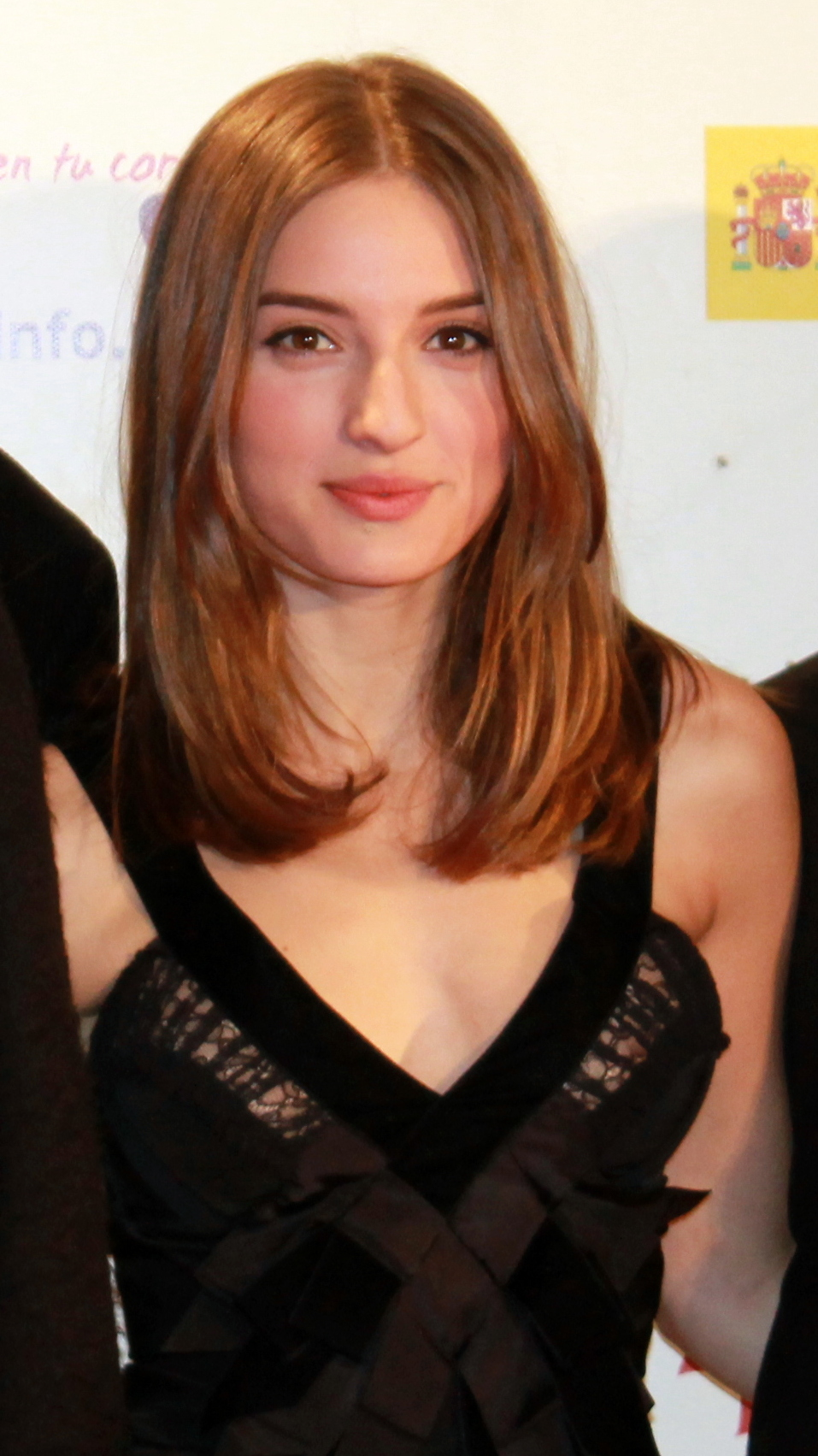
María Valverde (* 1987)

- Valverde, Mathieu (* 1983), französischer Fußballspieler
- Valverde, Vicente de († 1541), spanischer Dominikaner
- Valvert, Isabelle de (* 1951), französische Schauspielerin und Sängerin

### Valvi
- Valvik-Valen, Monica (* 1970), norwegische Radrennfahrerin
- Valvis, Dimitrios (* 1814), griechischer Politiker und Ministerpräsident
- Valvis, Zinovios (* 1800), griechischer Politiker und Ministerpräsident